# Balthazar Getty
Paul Balthazar Getty (n. 22 ianuarie, 1975) este un actor de film american.

## Filmografie
- Brothers & Sisters (2006-)
- Feast (2006)
- Alias (2005-2006)
- Into the West (2005)
- Ladder 49 (2004)
- Charmed (2003-2004)
- Deuces Wild (2002)
- Sol Goode (2001)
- Orele nopții (Shadow Hours) (2000)
- Big City Blues (1999)
- Lost Highway (1997)
- Habitat (1997)
- White Squall (1996)
- Judge Dredd (1995)
- Natural Born Killers ( 1994)
- Where the Day Takes You (1992)
- December (1991)
- Young Guns II (1990)
- Lord of the Flies (1990)